# Ślubowanie (film 1962)
Ślubowanie (port. O Pagador de Promessas) – brazylijski film fabularny z 1962 roku w reżyserii Anselmo Duarte. Obraz zdobył Złotą Palmę na 15. MFF w Cannes jako pierwszy w historii film z Ameryki Południowej.

## Główna obsada
- - Leonardo Villar jako Zé do Burro (Donkey Jack),
  - Glória Menezes jako Rosa, żona Zé,
  - Dionísio Azevedo jako Olavo,
  - Geraldo Del Rey jako Bonitão,
  - Norma Bengell jako Marly,
  - Othon Bastos jako Reporter,
  - Antônio Pitanga jako Coca